# Ethel Barrymore
Ethel Barrymore (født Ethel Mae Blythe; 15. august 1879, død 18. juni 1959) var en amerikansk teater- og filmskuespiller. Hun er en del af skuespillerfamilien Barrymore.
Hun var søster til John Barrymore og Lionel Barrymore. Hun blev uddannet på en klosterskole og gjorde scenedebut i en alder af 15 år med sin onkel, John Drew, som var sin tids førende skuespillere. Broadway debut i 1900. Winston Churchill friede til hende omkring årsskiftet, men hun sagde nej. Hun giftede sig 1909 med Russell Griswold Colt, men ægteskabet endte i skilsmisse i 1923. Hun vandt en Oscar for bedste kvindelige birolle i 1946, for sin præstation i None But the Lonely Heart. Hun blev nomineret yderligere 3 gange i denne kategori.
Hun var også berømt for hendes humor, store bogsamling og hendes store passion for baseball. Hendes grav ligger ved Calvary Cemetery i Los Angeles. Hun var en troende katolik. Ethel Barrymore Theatre i New York er blevet opkaldt efter hende. 

## Filmografi
- 1932 – Rasputin og Kejserinden
- 1944 – None But the Lonely Heart
- 1945 – Vindeltrappen
- 1947 – Stem på Katie
- 1949 – Drømmen om hende
- 1949 – Pinky
- 1951 – Kind Lady
- 1954 – Mit hjertes melodi